# Провіантський магазин (Харків)
Провіантський магазин — історична, кам'яна споруда в історичному центрі Харківа, вибудувана наприкінці 1780-х років в стилі класицизм. Одна з найстаріших споруд у місті Харкові. Пам'ятка архітектури національного значення № 695.

## Архітектор
Петро Ярославський фахову освіту здобув у Харківському колегіумі і в школі-майстерні московського архітектора Баженова Василя Івановича (1775). Працював помічником харківського губернського архітектора, робив розпланування Харкова та інших міст губернії (1781 — 1810). Майже 30 років виконував обов'язки архітектора Слобідсько-Української губернії. Був залучений в побудові як світських і сакральних споруд, так і в створені фортифікаційних та господарчих. У творчому доробку архітектора — садибний палац під Харковом для Шидловських (Старий Мерчик), церква в місті Суми, палац генерала Сабурова в Харкові тощо. Перехідні риси палацової архітектури від бароко до класицизму зберіг розкішний план Присутніх Місць для Харкова, реалізований в 1795—1805 роках. Серед суспільно значущих споруд архітектора — Магістрат в місті Кременчук (1798 рік) та господарча споруда в Харкові — Провіантський магазин (склад). Але декор споруд Ярославського вже наближений до стриманих форм розвиненого класицизму чи палладіанства, у стилістиці якого тоді працювали Чарльз Камерон, Джакомо Кваренгі, Львов Микола Олександрович, Луїджі Руска та інші.

## Опис споруди
Двоповерхова споруда Провіантського магазина в Харкові первісно призначалась для збереження збіжжя. Приміщення вибудоване з цегли і потиньковане. Декор фасадів надзвичайно спрощений, головний фасад прикрашають неглибокі напівциркульні арки, вікна та карниз. Збережене розфарбування у два кольори, типове для доби — жовте та біле. Історична споруда зовнішнє доглянута, всередині достатньо перебудована; напівпідвальний поверх використовується наразі як крамниця «АТБ».